# Сингх, Манприт
Манприт Сингх Сандху (хинди मनप्रीत सिंह संधू; род. 26 июня 1992, Джаландхар, Пенджаб) — индийский хоккеист на траве, капитан сборной Индии с мая 2017 года. Играет на позиции полузащитника. Бронзовый призёр Олимпийских игр в Токио 2020 года.
Дебютировал в международном матче за Индию в 2011 году в возрасте 19 лет. Он представлял Индию на летних Олимпийских играх 2012 года и был признан Юниором года в Азии в 2014. Он был в составе индийской сборной на летних Олимпийских играх 2016 года.

## Ранние годы и личная жизнь
Манприт Сингх родился в фермерской семье в деревне Митхапур на окраине города Джаландхар в штате Пенджаб. Манприт женился на малайзийке Илли Наджве Саддик 16 декабря 2020 года Он впервые встретился с ней, когда сборная участвовала в Кубке Султана Джохора в 2013 году, где индийская команда выиграла золотую медаль.
Перед игрой он медитирует и выполняет другие упражнения йоги, а также играет в PlayStation и слушает музыку бхангра, в том числе Дилджита Досанджа и Хани Сингха. Он всегда носит с собой PlayStation, когда ездит на матчи. Является фанатом Салмана Хана и любит смотреть фильмы спортивного жанра, такие как «МС Дхони — нерассказанная история», «Индия, вперёд!» и сам не против сыграть в кино.
Его мечта — «выиграть крупный турнир со сборной Индии», а самая большая цель — «вдохновить молодёжь заниматься спортом, причём вид спорта не важен».

## Спортивная карьера
Его вдохновлял бывший игрок в хоккей на траве Паргат Сингх, который также родом из деревни Митхапур. Также на него оказывали влияние призы, которые его старшие братья выигрывали на соревнованиях. В 2002 году он начал играть в хоккей в возрасте 10 лет, и тогда его мать заперла его в комнате, чтобы он не мог больше этого делать, однако в конце концов ему удалось сбежать. Его тренер посоветовал старшему брату хотя бы дать ему попробовать, раз уж он так сильно хотел играть. Семья Манприта начала полностью его поддерживать после того, как он выиграл свой первый приз на Кубке Сунтана Джохора в 2013 году в размере 500 рупий. В 2005 году он поступил в одну из самых популярных хоккейных академий Индии — Хоккейную академию Сурджит в Джаландхаре.
В 2011 году он дебютировал на международной арене в составе юношеской сборной Индии. Для Манприта кумиром является немецкий игрок Мориц Фюрсте, также ему нравится стиль игры Сардара Сингха. Он также является поклонником Криштиану Роналду и Дэвида Бекхэма в футболе, и из-за этого носит седьмой номер.
В 2013 году он стал капитаном мужской юношеской сборной Индии на чемпионате мира среди юниоров 2013 года. Индийская команда также выиграла золотую медаль на Кубке Султана Джохора 2013 года после победы над Малайзией со счётом 3:0 в финале, где Манприт забил гол. В 2014 году Азиатская федерация хоккея признала его лучшим юным игроком года.
Манприт выступил на летних Олимпийских играх 2012 года в Лондоне.
На Азиатских играх 2014 года в Инчхоне он входил в состав сборной Индии, которая выиграла золотую медаль, победив в финале Пакистан  со счётом 4:2.
На Играх Содружества 2014 года в Глазго Индия выиграла серебряную медаль, проиграв Австралии в финале со счетом 0:4.
В 2016 году на Трофее чемпионов в Лондоне Индия выиграла серебряную медаль, вновь проиграв Австралии в финале со счётом 1:3. Тем не менее, Индия сумела выйти в финал впервые за 38 лет.
На летних Олимпийских играх 2016 года вошёл в состав индийской сборной. Индия проиграла Бельгии в четвертьфинале со счётом 1:3.
За несколько часов матча открытия Кубка Султана Азлана Шаха 6 апреля 2016 года, в котором Индия выиграла со счётом 2:1, он получил известие о внезапной смерти своего отца. Он пропустил следующий матч Австралия — Индия 7 апреля 2016 года и вернулся в Индию, чтобы провести похоронные ритуалы. Австралийские игры выдержали минуту молчания, надев чёрную повязку на руку, поддержав индийского хоккеиста. Этот матч Индия проиграла со счётом 1:5. Мать Манприта сказала ему, чтобы тот вернулся и продолжил играть. 10 апреля 2016 года после возвращения хоккеиста, Индия выиграла у Канады со счётом 3:1, а затем через два дня победила Пакистан со счётом 5:1, а Манприт забил быстрый год. 13 апреля 2016 года Индия проиграла Новой Зеландии со счётом 1:2, Манприт забил единственный гол. 15 апреля 2016 года Индия выиграла у Малайзии 6:1, и в результате заняла второе место после поражения в финале от Австралии со счётом 0:4. Манприт забил 2 из 18 голов сборной на турнире.
18 мая 2017 года он был назначен капитаном сборной Индии на турнире Трёх наций в Германии, который стартовал 1 июня, а также в полуфинале Мировой лиги в Англии 15 июня. Он был удостоен награды лучшего игрока 2019 года. На Олимпиаде 2020 года в Токио был в статусе капитана сборной, а также был знаменосцем на церемонии открытия Олимпийских игр вместе с Мэри Ком. На Олимпийских играх он привёл Индию к бронзовой медали после того, как в матче за бронзу была побеждена Германия со счётом 5:4.
После поражения от Австралии со счётом 1:7 во втором матче группового этапа Индия одержала ряд побед над Испанией, Аргентиной и Японией и вышла в четвертьфинал, где победили Великобританию со счётом 3:1. В полуфинале Индия проиграла будущим чемпионам Бельгии 2:5, но в матче за бронзу обыграла Германию со счётом 5:4 и завоевала бронзовую медаль. Таким образом, Индия в хоккее завоевала медаль впервые с Олимпийских игр 1980 года в Москве.